# Маринела ди Сарцана (Ла Специја)
Маринела ди Сарцана је насеље у Италији у округу Ла Специја, региону Лигурија.
Према процени из 2011. у насељу је живело 456 становника. Насеље се налази на надморској висини од 3 м.